# Lolita Ritmanis
Lolita Ritmanis (Portland, 1 de novembro de 1962) é uma compositora estadunidense conhecida por seus temas para desenhos animados.

## Biografia
Filha de Andris Ritmanis e Asja Ritmanis, que deixaram a Letônia durante a Segunda Guerra Mundial e imigraram para os Estados Unidos em 1949,  Lolita tem uma irmã e um irmão. Ao longo de sua infância, Lolita Ritmanis estudou piano, flauta, violão e canto. Compôs sua primeira música aos 11 anos de idade.
Em 1980 graduou-se no Cleveland High School em Portland e mudou-se para Los Angeles para estudar no Dick Grove School of Music, onde formou-se em composição musical para cinema e televisão. Estudou com compositores como Dick Grove, Mundell Lowe, Lalo Schifrin, Henry Mancini, Allyn Ferguson, e Jack Feirman, entre outros e também de forma particular com Mauro Bruno, Gibner Rei, e Matt Dennis.

## Carreira
Após completar seus estudos, começou a trabalhar com orquestração para a Warner Bros e Walt Disney Studios o que proporcionou-lhe um grande conhecimento na orquestração para cinema e televisão. Orquestrou mais de 100 filmes, mini-séries e programas de televisão. Também trabalhou em uma parte da orquestração da cerimônia de encerramento dos Jogos Olímpicos em Atlanta.
Em 1991 com ajuda de Shirley Walker começou a dedicar sua carreira como compositora de cinema e televisão, onde se mantém até os dias atuais compondo em especial para desenhos animados como Projeto Zeta, Teen Titans, Liga da Justiça, Liga da Justiça Sem Limites, Legião dos Super-Heróis colaborando também com outros compositores como Michael McCuistion e Kristopher Carter. Além de seus temas para Cinema e Televisão, também dedica-se a composições clássicas.

## Prêmios
Ritmanis foi indicada para o Daytime Emmy Award em 2007 na categoria Direção e Composição Musical por seu trabalho em Legion Of Super Heroes. Em 2002, ela foi indicada para um Emmy na categoria "Outstanding Main Title Theme Music" por "Justice League".